# Công viên khảo cổ Champaner-Pavagadh
Công viên khảo cổ Champaner-Pavagadh là một Di sản thế giới của UNESCO nằm ở huyện Panchmahal, bang Gujarat, Ấn Độ. Nó nằm quanh thành phố lịch sử Champaner, nơi từng là thủ đô của Vương quốc Hồi giáo Gujarat. Nó được xây dựng bởi Sultan Mahmud Begada của Gujarat. Di sản này bao quanh bởi các pháo đài bắt đầu từ những ngọn đồi ở Pavagadh, và kéo dài đến thành phố khảo cổ Champaner. Cảnh quan của công viên bao gồm di tích khảo cổ, di tích lịch sử và tượng đài như địa điểm khảo cổ Thời đại đồ đồng đá, một đồi pháo đài được coi như thủ đô tinh thần của người Hindu và di tích về thủ đô thế kỷ 16 của Gujarat. Quần thể khảo cổ gồm có cung điện, cổng và cổng vòm, nhà thờ Hồi giáo, lăng mộ và đền thờ, khu dân cư, cấu trúc nông nghiệp và hệ thống nước như giếng bậc thang và bể thủy lợi, có niên đại từ thế kỷ thứ 8 đến 14. Đền thờ Kalika Mata tọa lạc trên đỉnh đồi Pavagadh ở độ cao 800 mét (2.600 ft) là một đền thờ Hindu quan trọng trong khu vực, thu hút số lượng lớn khách hành hương trong suốt cả năm.
Sự chuyển đổi văn hóa và kiến trúc giữa Hồi giáo và Ấn Độ giáo vào cuối thế kỷ 15, đầu thế kỷ 16 được ghi nhận trong công viên, đặc biệt là thành phố Hồi giáo và tiền Mogul đầu tiên vẫn nguyên vẹn và gần như không có bất kỳ sự thay đổi đáng kể nào. Công viên khảo cổ được UNESCO công nhận là Di sản thế giới từ năm 2004.

## Địa lý
Champaner-Pavagadh trải rộng trên diện tích hơn 1.329 hécta (3.280 mẫu Anh) với vùng đệm 2.812 hécta (6.950 mẫu Anh). Ngoài khu vực di sản chính rộng 983,27 hécta (2.429,7 mẫu Anh) thì còn có các địa điểm khác gồm Kabutarkhana, Maqbara, Maqbara Mandvi, Maqbara gần làng Patidar, Malik Sandal Ni, Hathikhana, Sath Reuza, Babakhan Ki Dargah, Nau Kuan Sat Vavdi và Chandrakala. Nó nằm cách 50 kilômét (31 mi) về phía đông Baroda và 42 dặm (68 km) về phía nam Godhra, là nơi có lịch sử từ thế kỷ 2, trong đó có nhiều di tích tôn giáo của sultan Gujarati, Rajput, Jaina. Nó bao gồm cung điện của Mahmud Begada, là cháu trai của Ahmad Shah I, người đã thành lập lên thành phố Ahmedabad, nhà thờ Jama và nhiều nhà thờ Hồi giáo khác. Nó nằm trên khu vực đồi nhấp nhô và cao nguyên có những tảng đá dốc đứng được hình thành bởi các vụ phun trào núi lửa và dòng dung nham cổ đại.
Champaner nằm cách 1 dặm (1,6 km) về phía nam của Pavagadh, một ngọn đồi cao 800 mét (2.600 ft) có khung cảnh địa chất tạo thành từ đá vàng hơi đỏ, được coi là một trong những thành tạo đá cổ nhất Ấn Độ. Đồi Pavagadh có một pháo đài lịch sử là nơi có Đền thờ Kalika Mata cổ đại. Đường dẫn lên đỉnh đi qua nhiều cổng cũ và cắt qua các gờ đá tự nhiên. Giữa con đường này là một khu vực bằng phẳng được rải đầy đá cuội. Tại đây có một khu vực rất dốc với một ngôi đền bằng đá cẩm thạch và hai tháp cửa trời.

## Mô tả
Có tổng cộng 11 loại tòa nhà khác nhau tại Champaner-Pavagadh, bao gồm nhà thờ Hồi giáo, cung điện, đền thờ, kho thóc, lăng mộ, giếng bậc thang, tường, cổng và ruộng bậc thang. Các di tích nằm ở chân và xung quanh đồi Pavagadh với tổng cộng 114 di tích, trong đó chỉ có 39 di tích được duy trì bởi các nhà khảo sát khảo cổ Ấn Độ, do kinh phí hạn chế. Cục Lâm nghiệp sở hữu 94% diện tích đất ở đây. Ở phía nam gần chân đồi, một số ngôi nhà đổ nát và nền móng của đền thờ Jaina cũng có thể được nhìn thấy.